# Forêt classée des Trois Rivières du Bénin
La Forêt classée des Trois Rivières du Bénin est une des aires protégées du Bénin de catégorie II. Elle a été déclarée « forêt classée » par l'administration française en 1949. Le but de cette classification, commune à plusieurs forêts en Afrique, était de protéger le bassin supérieur de certaines rivières (Sota, Tassiné et Bouli) et de lutter contre l'avancée des déserts au nord du Bénin. Dénommée réserve de faune, elle joue aussi un rôle dans la protection de certaines espèces sauvages.

## Localisation
Les coordonnées géographiques sont 10° 34′ 60″ N, 3° 15′ 00″ E. La position UTM est EM26 et la référence Joint Operation Graphics est NC31-07.

## Rôle des forêts au Bénin
Les forêts au Bénin jouent un rôle important dans la vie des habitants du pays, de plusieurs points de vue. On liste ici quelques-uns des rôles principaux des forêts pour le pays béninois, selon un rapport récent publié par la Banque mondiale : 
- lutte contre la pauvreté ;
- richesse économique ;
- revenus touristiques ;
- production de bois et d'autre produits comme le miel ou le beurre de karité ;
- source d'énergie sous forme de bois de feu et charbon de bois pour la population ;
- lutte contre l'érosion côtière (les forêts de mangroves).

## Exploitation humaine et impact sur l'environnement
Comme c'est le cas d'autres forêts au Bénin, la forêt classée des Trois Rivières a connu une diminution importante des formations végétales naturelles, due à la pression anthropique. Des études menées par analyse de photographies aériennes ont montré qu'entre les années 1949 (année où la forêt a été classée comme aire protégée) et 1986, les activités humaines, notamment l'agriculture et l'élevage, ont conduit à une réduction de plus de 20 % de la surface des savanes arborées, qui ont été transformées en champs et jachères ou savanes arbustives.  
Entre 1987 et 2016, d'autres études, basées sur des images satellitaires, ont mis en évidence une accélération de cette tendance dans la forêt classée des Trois Rivières, avec une dégradation de 44,61 % de formations naturelles, contre une progression de près de 39,19 % des formations anthropiques. Plus concrètement, cela se traduit par une réduction des superficies de forêts claires, savanes boisées, galeries forestières et forêts denses, qui sont transformées en zones de cultures, jachères et agglomérations. 
La « note sur les forêts du Bénin » publiée par la Banque Mondiale décrit en détail les différents facteurs conduisant à la déforestation et à la dégradations des forêts. Ce rapport distingue entre les facteurs directs et facteurs indirects. Parmi les premiers on compte :  
- l'agriculture, surtout la pratique d'agriculture extensive itinérante par brûlis, très habituelle au Nord du Bénin ;
- la transhumance, notamment l'élevage de bovins ;
- l'approvisionnement en énergie en utilisant le bois de feu et le charbon de bois ;
- l'exploitation forestière pour obtenir du bois d’œuvre, exploitation dont la plus grande partie (entre 80% et 100%) est illégale ou non contrôlée ;
- la pression urbaine, par l'expansion des habitations et des installations agricoles dans les forêts ;
- la chasse et le braconnage, qui sont parmi les sources principales d'incendies incontrôlés de forêts au Bénin.

Les facteurs indirects de la dégradation des forêts, qui ont un effet de long terme, par exemple de maintenir l'impact des facteurs directs ou de ralentir les mesures prises contre la déforestation, sont les suivants :
- la croissance démographique couplée à une tendance à la pauvreté, qui entraîne la pratique de l'agriculture de subsistance, notamment au Nord du Bénin ;
- la mauvaise gouvernance du secteur forestier et la difficulté de mise en place d'une cogestion locale des forêts ;
- le manque de clarté au niveau légal par rapport aux droits fonciers et au régime d'occupation des sols ;
- les difficultés budgétaires et fiscales en matière de gestion forestière ;
- le faible financement du secteur forestier.

Un autre ouvrage, réalisé notamment à partir de sondages et enquêtes sur le terrain, estime qu'il existe une contradiction totale entre les lois de préservation actuelles de la forêt classée des Trois Rivières et les pratiques des populations riveraines, comme le défrichement de la forêt pour l'agriculture et l'élevage, dont dépend la survie de ces populations. Ces deux éléments sont bien les causes principales de la dégradation de la forêt. Néanmoins, la situation actuelle des paysans, motivés par le besoin de survivre, ne permet pas d'entrevoir une alternative immédiate à la culture itinérante sur brûlis et au système d'élevage de parcours, qu soit plus durable sans désavantager le paysan. Certaines études estiment que les systèmes de production actuels des populations locales sont ceux qui optimisent la productivité de leur travail, et que pour l'instant la gestion participative semble difficilement applicable à la forêt des Trois Rivières. 
Néanmoins, à la suite du rapport de 2020, la Banque Mondiale a proposé des projets, des instruments, et des actions de soutien de politique forestière du Bénin pour ralentir la dégradation des forêts du pays et mettre en place une exploitation durable de ces précieuses ressources naturelles. 

## Curiosités naturelles
En juin 2020, selon des médias locaux[Lesquels ?], un éléphant sorti de la forêt des Trois Rivières effraie les habitants des villages situés à proximité. Apparemment, ce type d’événement est assez commun à proximité de la forêt et les riverains savent gérer ce type de situations, en respectant et protégeant la vie sauvage.